# 台中市公車108路
台中市公車108路目前行駛自臺中市西屯區港尾至南投縣草屯，路線大部分行駛於台三線、台一乙線，為西屯－草屯之路線、第四條跨縣市的公車路線，亦是目前唯一行駛至南投縣的市公車，由台中客運營運。

## 歷史
- 2013年1月1日：本線移撥為台中市公車108路，縮短行駛區間為<港尾－草屯（第一銀行）>，並繞駛福新路與亞洲大學。
  - 本線原為公路客運6873，與仁友客運聯營，行駛路線為<港尾－省訓團>。
- 2013年8月1日：調整行駛動線，從原本行駛中山路改為行駛民權路，行經台中州廳。[2]
- 2014年5月1日：調整發車時刻。[3]
- 2015年2月24日：增開108區（霧峰農工→草屯）。
- 2015年3月1日：主線與區間車增停「新厝路550巷口」。主線「第一信用」撤站並併入「彰化銀行（臺灣大道）」。
- 2015年8月31日：108區（霧峰農工→草屯）停駛。
- 2016年8月1日：增設「亞大醫院」。
- 2016年9月1日：由草屯（第一銀行）端延駛至南開科技大學校區[4]，另108區間車復駛（霧峰農工－南開科技大學校區）[5]。
- 2016年10月29日：配合臺中鐵路高架化第二階段工程站前廣場改建，往南開科技大學校區方向之臺中火車站站位遷移至臺灣大道之諾貝爾書局對面。[6] [7]
- 2017年4月1日：主線與區間車增設「草屯公有市場」。[8]
- 2017年8月1日：主線將「兒童藝術館（中興路）」更名為「纖維博物館（中興路）」。
- 2018年1月1日：主線與區間車將「惠和醫院」更名為「中國附醫草屯分院」。[9]
- 2018年8月1日：「福新柳豐路口」更名為「柳豐路(亞大醫院)」。
- 2022年3月1日：「新厝路550巷口」更名為「羅厝站(新厝路550巷口)」。

## 路線基本資料

### 主線
單程行車里數去返程約30公里，單程行車時間約2小時。往南開科技大學校區共98站，往港尾共96站。
自港尾起，沿臺中市西屯區中清路、五權路、三民路二段、台灣大道一段、南區建國路、台中路、南門路、大里區中興路、霧峰區中正路、四德路、林森路、福新路、柳豐路、中正路、南投縣草屯鎮中正路、太平路、中興路、中正路到南開科技大學

#### 主線時刻表
- 時刻表僅供參考，請以台中客運網站公告為準。

| 台中市公車108路時刻表 | 台中市公車108路時刻表 | 台中市公車108路時刻表  | 台中市公車108路時刻表  |
| --------------------- | --------------------- | ---------------------- | ---------------------- |
| 港尾開時刻            | 港尾開備註            | 南開科技大學校區開時刻 | 南開科技大學校區開備註 |
| 05:50                 | 例假日停駛            | 06:00                  | -                      |
| 06:30                 | -                     | 06:30                  | -                      |
| 07:00                 | -                     | 07:30                  | -                      |
| 07:30                 | -                     | 08:50                  | -                      |
| 08:30                 | -                     | 09:10                  | -                      |
| 09:00                 | -                     | 09:45                  | -                      |
| 10:00                 | -                     | 10:30                  | -                      |
| 10:50                 | -                     | 11:30                  | -                      |
| 11:30                 | -                     | 12:30                  | -                      |
| 12:00                 | -                     | 14:00                  | -                      |
| 13:00                 | -                     | 15:00                  | -                      |
| 14:00                 | -                     | 16:15                  | -                      |
| 15:00                 | -                     | 16:45                  | -                      |
| 16:00                 | -                     | 17:10                  | 例假日及寒暑假停駛     |
| 17:00                 | -                     | 17:45                  | -                      |
| 18:35                 | -                     | 18:15                  | -                      |
| 19:00                 | -                     | 19:00                  | -                      |
| 19:30                 | 例假日及寒暑假停駛    | 20:00                  | -                      |
| 20:00                 | -                     | 21:00                  | -                      |
| 21:00                 | -                     | -                      | -                      |

### 108區（已停駛）
單程行車里數去返程約13.7公里，單程行車時間約35分鐘。往南開科技大學校區共32站，往霧峰農工共33站。
自霧峰農工起，沿霧峰區中正路、四德路、林森路、福新路、柳豐路、中正路、南投縣草屯鎮中正路、太平路、中興路、中正路到南開科技大學校區。
| 台中市公車108路區間車平日時刻表 | 台中市公車108路區間車平日時刻表 | 台中市公車108路區間車平日時刻表 | 台中市公車108路區間車平日時刻表 |
| ------------------------------- | ------------------------------- | ------------------------------- | ------------------------------- |
| 霧峰農工開時刻                  | 霧峰農工開備註                  | 南開科技大學校區開時刻          | 南開科技大學校區開備註          |
| 06:35                           | -                               | 07:50                           | -                               |

例假日及寒暑假停駛

### 收費
- 依里程計費；刷電子票證10公里免費。
- 里程計費說明：
  - 基本里程：10公里。
  - 基本里程票價全票20元、半票11元。
  - 超過基本里程（8公里）計費方式：
    - 全票=[2.431 x 搭乘里程數x （1+5%營業稅）] （四捨五入）
    - 半票=[2.431 x 搭乘里程數x （1+5%營業稅）] x 50% （四捨五入）

  - 兒童、老人、身心障礙者及其陪伴者依規定半票收費。

### 停站
- 參見右側站牌路線圖。[11]
- 路線圖更新時間為2018年1月2日。
- 臺中火車站搭乘位置：
  - 往南開科技大學校區：臺灣大道麥當勞對面
  - 往港尾：臺灣大道麥當勞前

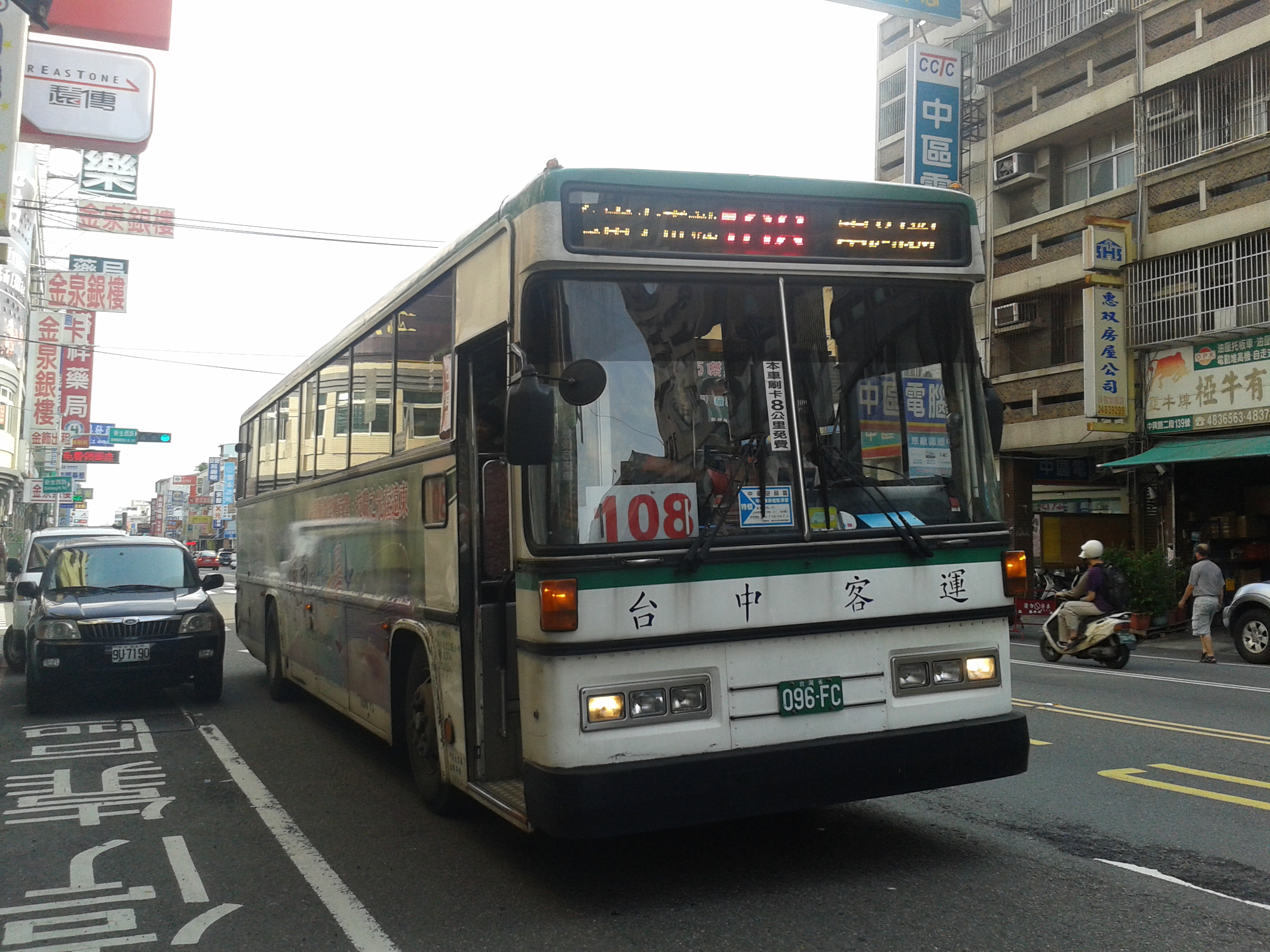
台中市公車108路
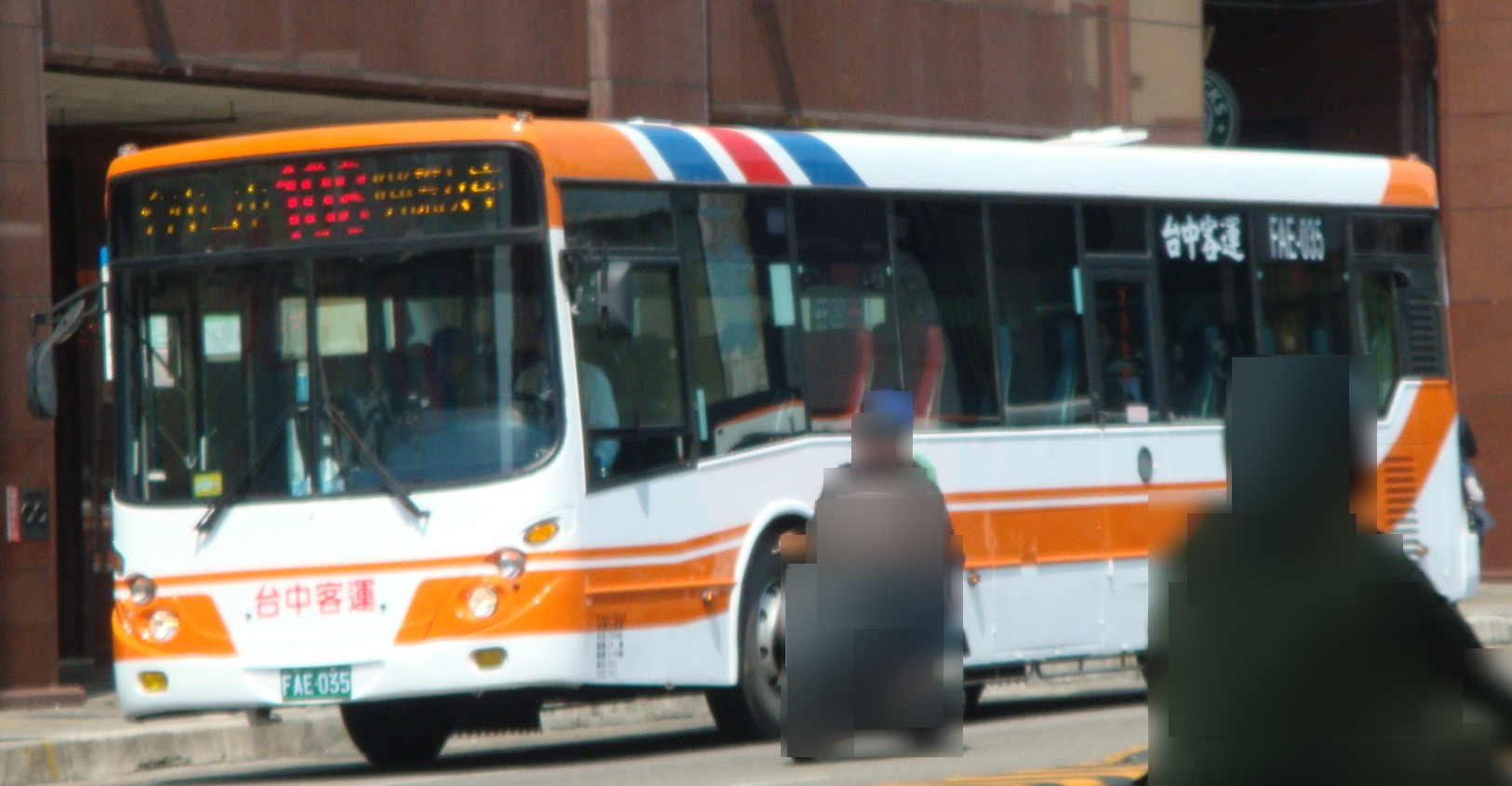
台中市公車108路